# کوس (روستا)
کوس (به بلغاری: Kos) یک منطقهٔ مسکونی در بلغارستان است که در شهرستان مومچیلگراد واقع شده‌است.